# Саломо, Хуан
Хуа́н Саломо́ Те́льес (исп. Juan Salomó Tellez; 20 декабря 1983) — испанский футболист, нападающий клуба «Унио Эспортива Санта-Колома».

## Биография
В феврале 2014 года третьем раунда Кубка Андорры в матче за дубль андоррской «Унио Эспортива Санта-Колома» против «Энкама» отличился голом в основное время и в серии пенальти, однако его команда всё равно уступила (3:3 в основное время и 4:5 в серии пенальти). Весной 2014 года в составе «Унио Эспортива Санта-Колома В» стал победителем Кубка Федерации и лучшим бомбардиром турнира с 11 забитыми голами. Затем, Саломо стал выступать за основной состав. В сезоне 2014/15 стал бронзовым призёром чемпионата Андорры.
В мае 2016 года стал обладателем Кубка Андорры, в финале турнира его клуб обыграл «Энгордань» (3:0). Летом 2016 года сыграл в двух играх первого квалификационного раунда Лиги Европы против хорватской «Локомотивы». В выездной игре Жуан отличился забитым голом, однако его клуб всё равно уступил по сумме двух матчей со счётом (2:7). В сентябре 2016 года в матче за Суперкубок Андорры «Унио Эспортива Санта-Колома» обыграла «Санта-Колому» с минимальным счётом (1:0).

## Достижения
- Бронзовый призёр чемпионата Андорры (1): 2014/15
- Обладатель Кубка Андорры (1): 2016
- Обладатель Суперкубка Андорры (1): 2016
- Победитель Кубка Федерации Андорры (1): 2014
- Лучший бомбардир Кубка Федерации Андорры (1): 2014